# Gynacantha usambarica
Gynacantha usambarica é uma espécie de libelinha da família Aeshnidae.
Pode ser encontrada nos seguintes países: Quénia, Malawi, Moçambique, África do Sul, Tanzânia e Zimbabwe.
Os seus habitats naturais são: florestas subtropicais ou tropicais húmidas de baixa altitude e áreas húmidas dominadas por vegetação arbustiva.